# Бауэр, Лукаш
Лу́каш Ба́уэр (чеш. Lukáš Bauer; род. 18 августа 1977, Остров) — чешский лыжник, неоднократный призёр Олимпийских игр и чемпионатов мира, обладатель Кубка мира по лыжным гонкам.
Занимается в лыжном клубе «Яблонекс» из Яблонца под руководством специалиста Мирослава Петрашека. Зять первой в истории чехословацкой призёрки Олимпийских игр в лыжных гонках Хелены Шиколовой (женат на её дочери Катержине).

## Спортивная карьера
В сборной Чехии с 1996 года. В 1997 году Лукаш выиграл «серебро» на юношеском чемпионате мира в гонке на 30 км вольным стилем, а через неделю он дебютировал на взрослом чемпионате мира в Тронхейме, где он принял участие в гонке на 10 км классическим стилем, финишировав 47-м. Через год в олимпийском Нагано ему не удалось войти даже в тридцатку лучших ни в одной из гонок. Впервые войти в десятку в личной гонке на крупных соревнованиях ему удалось на Олимпийских играх 2002 года в Солт-Лейк-Сити, где он был шестым в гонке вольным стилем на 30 км с общего старта и восьмым в классическом марафоне.
Первая медаль пришла к Бауэру на Олимпийских играх 2006 года в Турине, где он стал вторым на пятнадцатикилометровой дистанции классическим ходом.
На чемпионатах мира Лукашу также удалось выиграть одно серебро в 2009 году, он вновь уступил в такой же гонке своему туринскому обидчику эстонцу Андрусу Веерпалу в Либереце.
На Олимпиаде 2010 года в Ванкувере Лукаш завоевал бронзовую медаль в гонке на 15 км вольным стилем и принёс своей команде бронзу в эстафете.
Ещё одной своей серебряной медали чемпионатов мира Лукашу Бауэру пришлось ждать 6 лет. В 2015 году в Фалуне он стал вторым в марафоне на 50 км классикой.
Также Лукаш Бауэр — обладатель Кубка мира 2007/08. На Тур де Ски чех побеждал дважды (2007/08 и 2009/10) и, таким образом, они со швейцарцем Дарио Колоньей, с норвежцем Мартином Йонсрундом Сундбю и Александром Большуновым единственные спортсмены-мужчины, которым удалось это сделать более одного раза.